# Waking Up in Vegas
«Waking Up in Vegas» (en español :  «Despertar en las Vegas») es el cuarto y último sencillo oficial del álbum de estudio de la cantante y compositora estadounidense Katy Perry incluida en su álbum debut One of the Boys. Fue escrito por Katy Perry, Desmond Child y Andreas Carlsson. La canción fue publicada el 21 de abril de 2009 y alcanzó la posición número 9 en el Billboard Hot 100.

## Antecedentes e inspiración

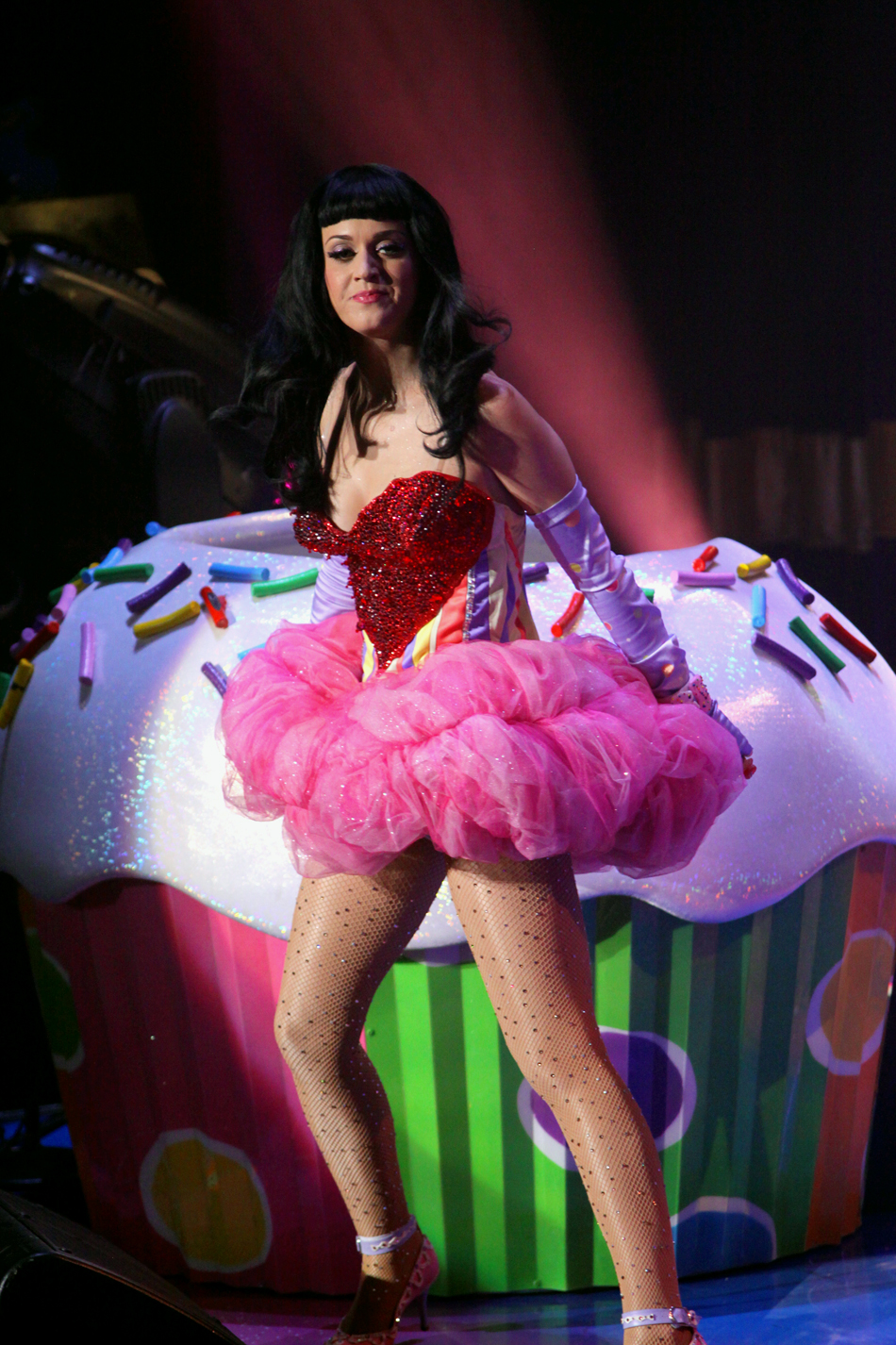
Katy Perry interpretó "Waking Up In Vegas" en su primera gira, Hello Katy Tour, y en su segunda gira, California Dreams Tour

Según el ejecutivo musical estadounidense Chris Anokute, "Waking Up in Vegas" jugó un papel importante en el inicio del movimiento de Perry a Capitol Records. Después de haber sido grabado mientras aún estaba bajo contrato con Columbia Records para un álbum que luego fue dejado de lado, Anokute escuchó más tarde la canción en un demo de tres canciones y trató de convencer a sus jefes en Capitol para firmar con Perry, alegando que era un sencillo número uno y que la cantante era una estrella. En una entrevista con HitQuarters, uno de los compositores de la canción, Andreas Carlsson, afirmó que trabajó junto a Perry y Desmond Child para escribir "Waking Up In Vegas". Carlsson comentó que "realmente querían contar la historia que describía ese momento en el que todo el mundo se va a Las Vegas después de haberse divertido y Katy es la artista perfecta para contar esa historia. Ella tiene humor y sabe cómo  transmitirlo".
En una entrevista para Pop Eater, Perry reveló la inspiración de la canción, afirmando qué "fue este chico con el que estaba saliendo en ese momento". También dijo : "Yo tenía 21. Fuimos a Las Vegas por capricho y decidimos casarnos falsamente".
"Waking Up in Vegas" fue finalmente elegida como el cuarto y último sencillo, con una versión radio edit de la canción que se lanzaría el 21 de abril de 2009.

## Recepción
La canción debutó en el UK Singles Chart de Reino Unido en el número 107 después de su actuación en Ant & Dec de la cadena ITV, y alcanzó el puesto número 19. En los Estados Unidos, debutó en el número 65 en el Billboard Hot 100 y llegó al número 9, convirtiéndose en su tercer encillo entre los diez primeros. "Waking Up in Vegas", también se convirtió en el segundo número uno de Perry en el Mainstream Top 40. En Canadá, la canción alcanzó el número 2, en Irlanda el 8 y en Nueva Zelanda el número 9.

## Vídeo musical
El video muical fue dirigido por Joseph Kahn, y fue filmado en Las Vegas, Nevada, el 26 de marzo de 2009. Se estrenó el 28 de abril de 2009.
Comienza con Perry de la mano con su novio, interpretado por Joel David Moore. Ellos están en una lavandería, de pie delante de una máquina tragamonedas. Es la mañana después de la noche anterior, estableciendo el tema de la lírica de la canción "Eso es lo que te pasa por despertarte en las Vegas". Moore deja caer una moneda en la máquina tragamonedas y tira de la palanca. Tres "Blazing 7" salen en la línea de pago, y la máquina entrega un premio mayor en cuartos. Moore y Perry se miran con asombro.
La siguiente escena los muestra ganando en la ruleta la noche anterior. Luego se dirigen a la habitación del hotel, donde echan a Penn y Teller. Las escenas posteriores muestran a la pareja jugando varios juegos de casino y dividiendo sus ganancias en millones, derrotando a la leyenda del póquer Daniel Negreanu, y siendo recibidos en el Palms Hotel por los propietarios Gavin y George J. Maloof Jr.. 
Como la racha ganadora continúa Perry y Moore disfrutan de un lujoso estilo de vida, corriendo por las calles de Las Vegas en un Lamborghini Murciélago. En el apogeo de la racha, se visten con trajes de espectáculo mientras viajan en carros por Fremont Street, acompañados por un tragafuegos y un elefante. Terminan festejando en un banquete de estilo romano, con imágenes que recuerdan a la última cena.
Perry y Moore se besan en una cabina de dinero. Después del beso, la suerte de la pareja cambia. Comienzan a discutir. Pierden todas sus ganancias excepto una cuarta parte y son expulsados de su suite de hotel (que Penn y Teller reclaman, incluso realizando un truco de cartas antes de cerrar la puerta a la pareja). Perry roba comida de una bandeja del servicio de habitaciones.
El vídeo termina en la lavandería donde comenzó. La pareja está en quiebra. Moore coloca una moneda en la máquina tragaperras y tira de la palanca. Tres "Blazing 7" salen en la línea de pago, y la máquina entrega un premio mayor en cuartos. Moore y Perry se miran con asombro y allí finaliza el video.

## Listado de pistas
| - UK CD sencillo 1. "Waking Up in Vegas" - 3:19 2. "Waking Up in Vegas" (Calvin Harris Radio Edit) - 3:40 - Europa 1. "Waking Up in Vegas" - 3:19 2. "Waking Up in Vegas" (instrumental) - 3:26 - Descarga Digital 1. "Waking Up in Vegas" - 3:19 2. "Waking Up in Vegas" (Manhattan Clique Remix Edit) - 3:52 3. "Waking Up in Vegas" (Calvin Harris Radio Edit) - 3:48 | - Remixes 1. "Waking Up in Vegas" - 3:19 2. "Waking Up in Vegas" (Jason Nevins Electrotec Edit) - 3:23 3. "Waking Up in Vegas" (Manhattan Clique Edit) - 3:49 4. "Waking Up in Vegas" (Calvin Harris Radio Edit) - 3:48 5. "Waking Up in Vegas" (Extended Remix Calvin Harris) - 5:41 6. "Waking Up in Vegas" (Jason Nevins Electrotec Club Mix) - 6:43 7. "Waking Up in Vegas" (Jason Nevins Electrotec Dub) - 6:04 8. "Waking Up in Vegas" (Manhattan Clique Bellagio Remix) - 6:22 9. "Waking Up in Vegas" (Manhattan Clique Luxor Dub) - 6:08 |

## Posicionamiento en listas

### Semanales
| Lista (2009)                          | Mejor posición |
| ------------------------------------- | -------------- |
| Alemania (Offizielle Deutsche Charts) | 33             |
| Australia (ARIA)                      | 11             |
| Austria (Ö3 Austria Top 40)           | 26             |
| Bélgica (Flandes) (Ultratop 50)       | 6              |
| Bélgica (Valonia) (Ultratop 50)       | 4              |
| Canadá (Canadian Hot 100)             | 2              |
| Eslovaquia (Rádio Top 100)            | 10             |
| Estados Unidos (Billboard Hot 100)    | 9              |
| Estados Unidos (Adult Contemporary)   | 26             |
| Estados Unidos (Adult Top 40)         | 5              |
| Estados Unidos (Hot Dance Club Songs) | 1              |
| Estados Unidos (Mainstream Top 40)    | 1              |
| Estados Unidos (Rhythmic)             | 33             |
| European Hot 100                      | 4              |
| Irlanda (IRMA)                        | 8              |
| Hungría (Rádiós Top 40)               | 1              |
| Israel (Media Forest)                 | 19             |
| Nueva Zelanda (Recorded Music NZ)     | 9              |
| Países Bajos (Dutch Top 40)           | 12             |
| Reino Unido (Official Charts Company) | 19             |
| Suecia (Sverigetopplistan)            | 32             |
| Suiza (Schweizer Hitparade)           | 69             |

### Posiciones al final del año
| Lista (2009)                          | Mejor posición |
| ------------------------------------- | -------------- |
| Australia (Australian Singles Chart)  | 67             |
| Canadá (Canadian Hot 100)             | 28             |
| Estados Unidos (Billboard Hot 100)    | 36             |
| Estados Unidos (Hot Dance Club Songs) | 2              |
| Hungría (Hungarian Singles Chart)     | 30             |
| Reino Unido (UK Singles Chart)        | 138            |

## Personal
- Katy Perry - voz, composición de canciones, producción
- Desmond Child - composición de canciones
- Andreas Carlsson - composición de canciones
- Greg Wells – producción, asistente de grabación
- Turbante Ghenea – mezcla
- John Hanes – ingeniería de mezclas
- Joe Zook – ingeniería de mezclas
- Tim Roberts – asistente de ingeniería de mezclas
- Brian "Big Bass" Gardner - masterización